# دولة عضو
الدولة العضو (بالإنجليزية: Member State)‏ هي الدولة التي تكون عضو في منظمة دولية.

## الأمثلة
- قائمة الدول الأعضاء في الأمم المتحدة | 193
- منظمة الشرطة الجنائية الدولية#الدول الأعضاء
- المنظمة الهيدروغرافية الدولية
- صندوق النقد الدولي
- اتحاد اللغة الهولندية | 3
- قائمة أعضاء دول الكومنولث | 54
- الدول الأعضاء في الاتحاد الأوروبي | 27
- قائمة الدول الأعضاء في الاتحاد الأفريقي | 53
- لجنة الأمم المتحدة الاقتصادية والاجتماعية لغرب آسيا#الدول الأعضاء | 14
- منظمة التعاون الاقتصادي | 10
- المرصد الأوروبي الجنوبي | 15
- دول المركز